# Abdoulie Manneh
Abdoulie Manneh, né le 29 septembre 2004 à Tujereng en Gambie, est un footballeur international gambien qui joue au poste d'avant-centre au Mjällby AIF.

## Biographie

### En club
Né à Tujereng en Gambie, Abdoulie Manneh est formé par le club local du Wallidan FC où il commence sa carrière. Avec cette équipe il se fait remarquer en marquant 7 buts en 12 matchs en 2021 dans le championnat de Gambie. Il est alors nommé pour le titre de jeune joueur de l'année.
Le 31 janvier 2024, Abdoulie Manneh rejoint la Suède en signant en faveur du Mjällby AIF pour un contrat courant jusqu'en décembre 2027.
Il joue son premier match sous ses nouvelles couleurs le 17 février 2024, face au GIF Sundsvall en coupe de Suède. Il entre en jeu à la place de Jacob Bergström et son équipe l'emporte par trois buts à deux.
Le 27 avril 2025, Manneh se fait remarquer en étant l'auteur d'un triplé en championnat face au Degerfors IF. Titularisé, il contribue à la victoire de son équipe par quatre buts à un,.

### En sélection
Abdoulie Manneh honore sa première sélection avec l'équipe nationale de Gambie face à la Guinée-Bissau, le 23 juillet 2022. Son équipe s'impose par un but à zéro ce jour-là.